# ماريو بيلين
ماريو بيلين (23 يناير 1985 بفينكوفسي في كرواتيا - ) هو لاعب كرة قدم كرواتي في مركز الدفاع. شارك مع منتخب كرواتيا تحت 19 سنة لكرة القدم. أما مع النوادي، فقد لعب مع نادي أوكلاند سيتي ونادي فلامورتاري فلوره وهرفاتسكي دراجوفولجاك ‏ وHNK Vukovar '91 ‏ وHNK Orašje ‏ ونادي سلافن بيلوبو وNK Dilj ‏ وNK Nehaj ‏ وHNK Cibalia ‏ ونادي زادار ‏.

## وصلات خارجية
- ماريو بيلين على موقع الاتحاد الدولي (مؤرشف)  (الإنجليزية)
- ماريو بيلين على موقع اتحاد كرواتيا (الكرواتية)
- ماريو بيلين على موقع قاعدة بيانات كرة القدم.إي يو (الإنجليزية)
- ماريو بيلين على موقع Soccerway.com (الإنجليزية)
- ماريو بيلين على موقع AS.com (الإسبانية)